# Кинтереп (деревня)
Кинтереп — деревня (село) в Маслянинском районе Новосибирской области. Входит в состав Берёзовского сельсовета.

## География
Площадь деревни — 22 гектара.

## Население
| 2002 | 2007 | 2010 |
| ---- | ---- | ---- |
| 102  | ↘90  | ↘64  |

## Известные уроженцы, жители
В 1929 году в деревне родился Кривошеев Григорий Федотович — советский военачальник и российский военный историк, генерал-полковник.
В 1941—1942 годах в деревне жил будущий  основатель и руководитель музея Новосибирского театра оперы и балета Роберт Фёдорович Майер.
С 1986 по 1998 год в деревне жил сибирский писатель Сапожников Владимир Константинович.

## Инфраструктура
В деревне по данным на 2007 год отсутствует социальная инфраструктура.